# (152830) Dinkinesh
(152830) Dinkinesh (tymczasowe oznaczenie 1999 VD57) – planetoida z głównego pasa planetoid. Ma księżyc.

## Odkrycie i nazwa
Planetoida została odkryta 4 listopada 1999 r. w ramach przeglądu Lincoln Near-Earth Asteroid Research (LINEAR) w Socorro w stanie Nowy Meksyk. Jej oznaczenie tymczasowe 1999 VD57 odnosi się do czasu odkrycia. Została następnie zgubiona i dwukrotnie zaobserwowana ponownie, przy których to okazjach nadano jej oznaczenia 2004 HJ78 i 2007 CB63. Nazwa własna Dinkinesh pochodzi od innej nazwy skamieniałości samicy australopiteka, Lucy; w języku amharskim Dink’inesh (ድንቅነሽ) oznacza „jesteś wspaniała”.

## Przelot i odkrycie księżyca
Dinkinesh była pierwszym celem przelotu sondy Lucy (NASA), która zbliżyła się do niej na odległość 425 km 1 listopada 2023 r. Podczas przelotu sonda Lucy odkryła, że Dinkinesh ma naturalnego satelitę, którego ruch obiegowy tłumaczył obserwowane zmiany jasności układu. (152830) Dinkinesh była w chwili przelotu najmniejszą planetoidą z pasa głównego, obserwowaną z bliska przez sondę kosmiczną.

## Charakterystyka

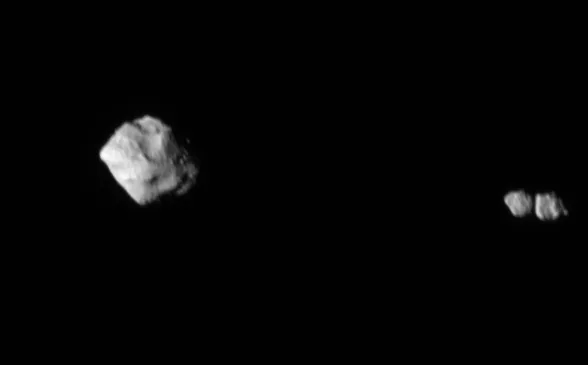
Zdjęcie ukazujące podwójną naturę księżyca

Zdjęcia uzyskane przez sondę pozwoliły ocenić, że planetoida ma średnicę około 790 metrów, a jej księżyc ma rozmiar 220 metrów. Zdjęcia uzyskane już po największym zbliżeniu ujawniły, że księżyc składa się z dwóch brył o podobnych rozmiarach; jest układem podwójnym kontaktowym planetoid.